# Osvaldoginella fluctuata
Osvaldoginella fluctuata is een slakkensoort uit de familie van de Cystiscidae. De wetenschappelijke naam van de soort werd in 2007, als Canalispira fluctuata, voor het eerst geldig gepubliceerd door T. McCleery en A. Wakefield.